# Segunda División Peruana 1969
La Segunda División Peruana 1969, la 27ª edición del torneo, fue jugada por diez equipos. 
El ganador del torneo, el Deportivo Sima ascendió al Campeonato Descentralizado 1970 mientras que Juventud Gloria descendió a la Liga de Lima al haber ocupado el último lugar.

## Ascensos y descensos
| Posición | Ascendido al Descentralizado 1969 |
| -------- | --------------------------------- |
| 1º       | Deportivo Municipal               |

| Posición | Descendido del Descentralizado 1968 |
| -------- | ----------------------------------- |
| 14º      | Mariscal Sucre                      |

| Posición | Ascendido de Liguilla de Ascenso 1968 |
| -------- | ------------------------------------- |
| 1º       | Huracán San Isidro                    |

| Posición | Descendido a Liga de Lima 1969 |
| -------- | ------------------------------ |
| 10º      | Unión América                  |

## Equipos participantes
| Club                        | Ciudad |
| --------------------------- | ------ |
| Atlético Deportivo Olímpico | Callao |
| Atlético Sicaya             | Callao |
| Carlos Concha               | Callao |
| Ciclista Lima               | Lima   |
| Deportivo Sima              | Callao |
| Huracán San Isidro          | Lima   |
| Independiente Sacachispas   | Lima   |
| Juventud Gloria             | Lima   |
| Mariscal Sucre              | Lima   |
| Racing San Isidro           | Lima   |

## Tabla de posiciones

### Desempate por el descenso
|  | Atlético Sicaya | 2-1 | Juventud Gloria |  |  |

| Predecesor: 1968 | Segunda División del Perú 1969 | Sucesor: 1970 |

- Datos: Q6123625